# Stephannie Blanco Salazar
Stephannie Blanco Salazar (Talamanca, Costa Rica 13 de diciembre de 2000) es una futbolista costarricense que juega como defensa en la L. D. Alajuelense de la Primera División de Costa Rica. Es la primera mujer indígena costarricense en haber jugado en un club europeo y de la misma manera es la primera en jugar en la selección de Costa Rica.

## Trayectoria
Realizó su debut profesional con la  L. D. Alajuelense en el año 2020.
En 2020 de unió al Real Club Deportivo de La Coruña en España, junto a su compatriota costarricense Noelia Bermúdez, desvinculándose con el equipo en 2021.
En 2021 se unió con el Sporting Club de Huelva. El 24 de octubre del mismo año recibió una lesión, teniendo que regresar a tener participación en el 2022.

## Clubes
| Club              | País       | Año       |
| ----------------- | ---------- | --------- |
| L. D. Alajuelense | Costa Rica | 2020      |
| R. C. D. Coruña   | España     | 2020-2021 |
| S. C. Huelva      | España     | 2021-2023 |
| L. D. Alajuelense | Costa Rica | 2023      |

## Palmarés

### Títulos nacionales
| Título                         | Club              | País       | Año  |
| ------------------------------ | ----------------- | ---------- | ---- |
| Primera División de Costa Rica | L. D. Alajuelense | Costa Rica | 2023 |
| Supercopa de Costa Rica        | L. D. Alajuelense | Costa Rica | 2023 |
| Primera División de Costa Rica | L. D. Alajuelense | Costa Rica | 2024 |

### Títulos internacionales
| Título                       | Club              | Sede   | Año  |
| ---------------------------- | ----------------- | ------ | ---- |
| Copa Interclubes de la Uncaf | L. D. Alajuelense | Panamá | 2023 |

### Distinciones individuales
| Distinción                                            | Año  |
| ----------------------------------------------------- | ---- |
| Incluida en el Once ideal del Preolímpico de Concacaf | 2020 |